# Szajch Dżarrah
Szajch Dzarrah (arab. شيخ جراح) – wieś w Syrii, w muhafazie Aleppo. W 2004 roku liczyła 535 mieszkańców.